# Moldavská státní univerzita
Moldavská státní univerzita (Universitatea de Stat din Moldova), zkráceně USM, je veřejná vysoká škola v moldavském Kišiněvě. Založena byla roku 1946 pod názvem Kišiněvská státní univerzita, současný název nese od roku 1990. V současnosti má 12 fakult (biologicko-pedologickou, chemickou, právní, fyzikální, historicko-filozofickou, žurnalisticko-komunikační, jazykově-literární, matematicko-informatickou, psychologicko-pedagogickou, politologickou, sociologickou a ekonomickou). V roce 1946 zahájilo studium 320 studentů, v současnosti se počet studentů pohybuje okolo 20 tisíc. V roce 2011 byla univerzita dekorována nejvyšším státním vyznamenáním - „Řádem republiky“. Disponuje deseti kolejemi, univerzitní knihovnou, palácem sportu nebo domem kultury. Mottem univerzity je Vitae discimus (Učíme se pro život).